# Емілі Грін Болч
Емілі Грін Болч (англ. Emily Greene Balch, 8 січня 1867, Бостон, Массачусетс, США — 9 січня 1961) — американська економістка, пацифістка, суфражистка, лауреатка Нобелівської премії миру за 1946 рік.

## Життєпис
Емілі Грін Болч була другою дитиною в сім'ї адвоката і педагога Френсіса Вернье Болч. У 1889 році закінчила коледж Брін Мар, після чого два роки вчилася в Сорбонні, де представила дослідження, присвячене підтримці бідних верств Франції. Повернувшись до США, Болч продовжила навчання в Гарварді та університеті Чикаго. Завершила освіту в 1896 році в Берлінському університеті.

## Діяльність
У 1896 році Бенч почала викладати в коледжі Веллслі, де в 1913 році здобула звання професорки економіки і соціології. Будучи яскравою викладачкою, справляла враження на аудиторію простотою викладу, глибиною життєвого досвіду, енергійністю і співчуттям до знедолених. Болч була активною учасницею рухів за надання жінкам виборчих прав, за расову рівність, за контроль дитячої праці і за підвищення заробітної плати трудящим.
У 1910 році опублікувала книгу «Наші співгромадяни — слов'яни» (англ. Our Slavic Felow — Citizens) — дослідження, присвячене слов'янським іммігрантам в США. У 1915 році, через рік після початку Першої світової, Болч у складі американської делегації відвідала Міжнародний жіночий конгрес в Гаазі.
З 1918 по 1922 рік працювала секретаркою-скарбницею Міжнародної жіночої ліги за мир і свободу. У 1926 році займалася вивченням соціальних умов в окупованому Гаїті, рекомендувавши американському уряду вивести війська і надати землі у власність місцевому населенню. Під час Другої світової допомагала біженцям. Атака на Перл-Гарбор 1941 змінила думку Болч з приводу нейтралітету США, і вона підтримала вступ країни у війну. Після бомбардування Хіросіми і Нагасакі висловлювалася за заборону ядерної зброї.
У 1946 році «за свою багаторічну, невтомну працю на благо миру» Емілі Грін Болч відзначена Нобелівської премії миру, розділивши цю нагороду з Джоном Моттом.
Померла 9 січня 1961 на 95-му році життя.